# Olearia
Olearia là một chi thực vật có hoa trong họ Cúc (Asteraceae).

## Loài
Chi Olearia gồm các loài: